# Agrotis vapularis
Agrotis vapularis là một loài bướm đêm trong họ Noctuidae.